# SafeDisc
SafeDisc – zabezpieczenie przed kopiowaniem płyt CD oraz DVD opracowane oraz rozwijane przez amerykańską firmę Macrovision. Najnowsza wersja nazwana została Advanced.
Mimo że SafeDisc sprawnie zabezpiecza przed kopiowaniem płyt w domowym środowisku, jest to jedno z łatwiejszych zabezpieczeń do złamania przez crackerów. Pierwsze edycje programu nic nowego nie wnosiły, dopiero wersja 2.9+ wymaga specyficznych nagrywarek, które mają specjalnie tworzyć zepsute sektory na dysku.